# Вудворд, Даниэль
Даниэль Энн Вудворд (родилась 20 марта 1965 года в Мельбурне) — австралийская спортсменка по каноэ слалому. Принимала участие в соревнованиях по гребле на байдарках и каноэ с середины 1980-х до начала 2000-х годов. Участница трех летних Олимпийских играх. Налетних Олимпийских играх 1992 в Барселоне она завоевала серебряную медаль в дисциплине К-1.

## Биография
Вудворд родилась в Бервуде, восточном пригороде Мельбурна и выросла в городе Ньютаун в штате Новый Южный Уэльс.
К началу летних Олимпийских игр 1992 она работала в австралийской федеральной полиции, а в настоящее время работает в полиции Мельбурна. В марте 2016 года Даниэль была награждена ведомственной медалью.
В 2002 году Вудворд была награждена медалью ордена Австралии (ОАМ) и австралийской спортивной медалью за достижения в австралийском спорте.
В 2007 году Вудворд была назначена директором спортивной организации Австралийское каноэ, а 15 ноября 2008 года она была избрана президентом этой организации.
В 2013 году Вудворд была избрана в Австралийский олимпийский комитет.

## Спортивные достижения
Даниэль Энн Вудворд принимала участие в соревнованиях по каноэ слалому на трех летних Олимпийских играх. Налетних Олимпийских играх 1992 в Барселоне она завоевала серебряную медаль в дисциплине К-1.
Её лучшим результатом на летних Олимпийских играх 1996 в Атланте было 12-е место, на летних Олимпийских играх 2000 в Сиднее — 8-е место.